# Allograpta amphoterum
Allograpta amphoterum är en tvåvingeart som först beskrevs av Mario Bezzi 1928.  Allograpta amphoterum ingår i släktet Allograpta och familjen blomflugor. Inga underarter finns listade i Catalogue of Life.